# Shorea geniculata
Shorea geniculata är en tvåhjärtbladig växtart som beskrevs av Symington och Peter Shaw Ashton. Shorea geniculata ingår i släktet Shorea och familjen Dipterocarpaceae. Inga underarter finns listade i Catalogue of Life.